# Market Lavington
Market Lavington är en ort och civil parish i Storbritannien.   Den ligger i grevskapet Wiltshire och riksdelen England, i den södra delen av landet, 130 km väster om huvudstaden London. Market Lavington ligger 93 meter över havet och antalet invånare är 1 963.
Terrängen runt Market Lavington är huvudsakligen platt, men västerut är den kuperad. Runt Market Lavington är det ganska tätbefolkat, med 116 invånare per kvadratkilometer. Närmaste större samhälle är Devizes, 7,1 km norr om Market Lavington. Trakten runt Market Lavington består till största delen av jordbruksmark.